# Agathosma ovata
Agathosma ovata es una especie de arbusto perteneciente a la familia de las rutáceas. Se encuentra en las regiones interiores de Sudáfrica.

## Descripción
Es un arbusto con las ramas muy suaves, las hojas sub-sésiles, dispersas, o producidas de tres en tres, ovadas, agudas, con una superficie dura y aguda, sobre todo con mucrón recurvado, el margen ligeramente recurvado, por el envés pálido y salpicado de glándulas negras, glabra. La inflorescencia en pedúnculos axilares.

## Taxonomía
Agathosma ovata fue descrita por (Thunb.) Pillans y publicado en Journal of South African Botany 16: 69, en el año 1950.
Sinonimia
- Lista de sinónimos de Agathosma ovata[4]